# Songinchajrchan
Songinchajrchan (mong. Сонгинохайрхан) – dzielnica Ułan Bator, stolicy Mongolii.
Songinchajrchan jest największą dzielnicą Ułan Bator, obejmuje zachodnie i północno-zachodnie rejony miasta. Położona jest u podnóży góry Songinchajrchan uul. Powierzchnia dzielnicy wynosi 1200,6 km², populacja w 2013 roku liczyła 261,917 osób. Jej obszar podzielony jest na 32 osiedla.
Obszar Songinchajrchan zajmują głównie lasy i grunty uprawne.